# Vega (Teksas)
Vega je grad u američkoj saveznoj državi Teksas. Prema popisu stanovništva iz 2010. u njemu je živjelo 884 stanovnika.